# Finidi George
Finidi George (Port Harcourt, 1971. április 15. –) nigériai válogatott labdarúgó.

## Sikerei, díjai
- AFC Ajax:
  - Holland labdarúgó-bajnokság bajnok: 1993–94, 1994–95, 1995–96
  - Johan Cruijff Shield győztes: 1994, 1995
  - UEFA-bajnokok ligája győztes: 1994-95
  - UEFA-bajnokok ligája ezüstérmes: 1995-96
  - UEFA-szuperkupa győztes: 1995
  - Interkontinentális kupa győztes: 1995

- Real Betis Balompié:
  - Spanyol labdarúgókupa döntős: 1996-97

- Nigéria:
  - Afrikai nemzetek kupája győztes: 1994
  - Afrikai nemzetek kupája ezüstérmes: 2000
  - Afrikai nemzetek kupája bronzérmes: 1992, 2002

## Fordítás
- Ez a szócikk részben vagy egészben  a   Finidi George című angol Wikipédia-szócikk fordításán alapul.  Az eredeti cikk szerkesztőit annak laptörténete sorolja fel. Ez a jelzés csupán a megfogalmazás eredetét és a szerzői jogokat jelzi, nem szolgál a cikkben szereplő információk forrásmegjelöléseként.